# Квітебйорн (нафтогазове родовище)
Квітеб'єрн (Kvitebjørnfeltet) — нафтогазове родовище у норвезькому секторі Північного моря.

## Опис
Родовище відкрите у 1994 році в районі з глибинами 190 метрів. Поклади знаходяться на глибині 4000 метрів нижче дна моря у відкладеннях середнього юрського періоду, колектор — пісковики.
Розробка Квітебйорну розпочалась у 2004 році, при чому була встановлена всього одна платформа, яка суміщує функції бурової, виробничої та житлової. У 2014 році встановили дожимну компресорну станцію, що має підтримувати видобуток в умовах падіння пластового тиску. Завдяки цьому розраховують підвищити коефіцієнт вилучення з 55 до 70 % та продовжити термін експлуатації родовища з 2027 до 2035 рік.
Початкові видобувні запаси Квітебйорну оцінюються у 95 млрд м³ газу, 12 млн тонн зріджених вуглеводневих газів та 32 млн м³ нафти. Станом на кінець 2015 року залишкові видобувні запаси складали 35 млрд м³ газу, 7 млн тонн зріджених вуглеводневих газів та 9 млн м³ нафти.
Пік видобутку нафти досягли у 2006 році з показником 2,8 млн м³. Видобуток газу мав пік 7 млрд м³  у 2012-му. Продукція транспортується:
- нафта — підводним трубопроводом довжиною 90 км та діаметром 400 мм до моменту врізки у нафтопровід Troll Oil Pipeline II, який доставляє рідкі вуглеводні з найбільшого родовища Норвегії Троль до Mongstad;
- газ — підводним трубопроводом довжиною 150 км та діаметром 750 мм до приймального берегового термінала в Kollsnes[1].

У 2007 році внаслідок витоку нафти з трубопроводу за 10 км від платформи Квітебйорн видобуток був тимчасово призупинений до моменту завершення ремонтних робіт. Як наслідок, виробництво нафти у цьому році в порівнянні з попереднім впало до 0,5 млн м³ з 2,8 млн м³, газу — до 1,1 млрд м³ з 5,6 млрд м³.